# Request for Comments
RFC (ang. Request for Comments – dosłownie: prośba o komentarze) – zbiór technicznych oraz organizacyjnych dokumentów mających formę memorandum związanych z Internetem oraz sieciami komputerowymi. Każdy z nich ma przypisany unikatowy numer identyfikacyjny, zwykle używany przy wszelkich odniesieniach. Publikacją RFC zajmuje się Internet Engineering Task Force.
Dokumenty nie mają mocy oficjalnej, jednak niektóre z nich zostały później przekształcone w oficjalne standardy sieciowe, np. opis większości popularnych protokołów sieciowych został pierwotnie opisany właśnie w RFC.

## Powstawanie RFC
Witryna RFC-Editor wydaje każdy nowy dokument z unikatowym numerem, wykorzystywanym przy późniejszych odniesieniach do niego. Po publikacji RFC nie jest już poprawiany i zmieniany. W przypadku pojawienia się błędów redakcyjnych, odpowiednie poprawki zawarte są w erracie. Dla korekty nieprawidłowych rozwiązań lub sprostowania idei publikuje się nowy RFC, anulujący poprzedni. W ten sposób zbiór RFC jest też cennym historycznym zapisem procesu rozwoju technologii internetowych.
Dokumenty RFC są pisane przeważnie na podstawie doświadczenia przez jednego eksperta lub niewielką grupę ludzi. Ma to kilka oczywistych i ważnych zalet nad opracowywaniem oficjalnych standardów w organizacjach takich, jak ANSI czy ISO. Objawia się to m.in. publikacją humorystycznych RFC (opisanych w dalszej części).

## Historia
Idea dokumentów RFC pojawiła się w roku 1969 jako część projektu ARPANET. Z biegiem lat przekształciła się ona w oficjalne forum dla inżynierów zajmujących się infrastrukturą sieci komputerowych.
Początkowo dokumenty RFC były pisane na maszynie, a kopie rozprowadzano w tradycyjny sposób między zainteresowanymi badaczami. Kiedy w grudniu 1969 wystartowała sieć ARPANET, zaczęto je publikować w formie elektronicznej i rozpowszechniać za jej pośrednictwem.
RFC 1 zatytułowany „Host Software” został napisany przez Steve’a Crockera z Uniwersytetu Kalifornijskiego w Los Angeles i opublikowany 7 kwietnia 1969 roku. Crocker przygotowywał szkic dokumentu w łazience, aby nie budzić swojego kolegi z pokoju.
RFC 3, po raz pierwszy definiujący całą serię, przypisuje jej istnienie nieformalnej grupie ludzi określających siebie mianem „Network Working Group”. Byli wśród nich autorzy pierwszych dokumentów oraz ludzie, którym dostarczano kopie. Od roku 1969 aż do swej śmierci w 1998 roku redaktorem dokumentów technicznych był Jon Postel. Później kontrolę nad projektem przejął Bob Braden.
Nazwa serii Request for Comments, którą wymyślił Steve Crocker, miała być skromnym tytułem podkreślającym to, że każdy może przedstawiać takie dokumenty na dowolny temat i nie stanowią one żadnego standardu.

## Tematyczna lista RFC
Ułożona tematycznie lista dokumentów RFC definiujących ważniejsze protokoły sieciowe. Przekreślone dokumenty zostały uznane za przestarzałe.
| Temat                                                   | Powiązane dokumenty RFC                                                                                      |
| ------------------------------------------------------- | --- |
| Address Resolution Protocol                             | RFC 826 |
| BEEP                                                    | RFC 3080 |
| BOOTP                                                   | RFC 951 |
| Date and Time on the Internet (ISO 8601)                | RFC 3339 |
| DISCARD                                                 | RFC 863 |
| Domain Name System                                      | RFC 1034, RFC 1035                                                                                           |
| Dynamic Delegation Discovery System                     | RFC 2168, RFC 2915, RFC 3401, RFC 3402, RFC 3403, RFC 3404, RFC 3405                                         |
| Dynamic Host Configuration Protocol                     | RFC 1531, RFC 1541, RFC 2131, RFC 3315 (IPv6)                                                                |
| Extensible Messaging and Presence Protocol              | RFC 3920, RFC 3921, RFC 3922                                                                                 |
| ECHO protocol                                           | RFC 862 |
| File Transfer Protocol                                  | RFC 114, RFC 172, RFC 265, RFC 354, RFC 765, RFC 959                                                         |
| Generic Security Services Application Program Interface | RFC 1508, RFC 1509, RFC 1964, RFC 2078, RFC 2743, RFC 2744, RFC 2853                                         |
| gzip                                                    | RFC 1952 |
| HyperText Transfer Protocol                             | RFC 1945 (v 1.0), RFC 2616 (v 1.1)                                                                           |
| Internet Control Message Protocol                       | RFC 792 |
| Internet Group Management Protocol                      | RFC 966 (v 0), RFC 988 (v 0), RFC 1054 (v 1), RFC 1112 (v 1), RFC 2236 (v 2), RFC 3376 (v 3)                 |
| Internet Message Access Protocol                        | RFC 1176 (v 2), RFC 1730 (v 4), RFC 2060 (v 4r1), RFC 3501 (v 4r1)                                           |
| Internet Protocol                                       | zobacz IPv4 oraz IPv6                                                                                        |
| IP over Avian Carriers                                  | RFC 1149, RFC 2549                                                                                           |
| IPv4                                                    | RFC 760, RFC 790, RFC 791                                                                                    |
| IPv6                                                    | RFC 1883, RFC 2460                                                                                           |
| IPv6 addressing                                         | RFC 2373, RFC 3513                                                                                           |
| Internet Relay Chat                                     | RFC 1459, RFC 2810, RFC 2811, RFC 2812, RFC 2813                                                             |
| ISCSI                                                   | RFC 3720, RFC 3783                                                                                           |
| Kerberos                                                | RFC 1964 |
| Lightweight Directory Access Protocol                   | RFC 1487, RFC 1777, RFC 2251, RFC 2252, RFC 2253, RFC 2254, RFC 2255, RFC 2256                               |
| MD5                                                     | RFC 1321 |
| Multiprotocol Label Switching                           | RFC 3031 |
| Multipurpose Internet Mail Extensions                   | RFC 2045, RFC 2046, RFC 2047, RFC 2049                                                                       |
| Network Address Translation                             | RFC 1631, RFC 2663, RFC 2993, RFC 3022, RFC 3027, RFC 3234, RFC 3489, RFC 4787                               |
| Network File System                                     | RFC 1094, RFC 1813 (v.3), RFC 3010 (v.4), RFC 3530 (v.4)                                                     |
| Network News Transfer Protocol                          | RFC 977 RFC 3977                                                                                             |
| Network Time Protocol                                   | RFC 1059 (v.1), RFC 1119 (v.2), RFC 1305 (v.3)                                                               |
| Open Shortest Path First                                | RFC 1131 (v.1), RFC 1247 (v.2), RFC 1583 (v.2), RFC 2178 (v.2), RFC 2328, RFC 2740 (IPv6)                    |
| Post Office Protocol                                    | RFC 918 (v.1), RFC 937 (v.2), RFC 1081 (v.3), RFC 1225 (v.3), RFC 1460 (v.3), RFC 1725 (v.3), RFC 1939 (v.3) |
| Pretty Good Privacy                                     | RFC 1991, RFC 2440                                                                                           |
| Protocol Independent Multicast                          | RFC 2117, RFC 2362 (SM), RFC 4602 (SM)                                                                       |
| Reverse Address Resolution Protocol                     | RFC 903 |
| RADIUS                                                  | RFC 2058, RFC 2138, RFC 2865, RFC 3162 (IPv6)                                                                |
| Real-time Transport Protocol                            | RFC 1889 |
| Real Time Streaming Protocol                            | RFC 2326 |
| Routing Information Protocol                            | RFC 1058 (v.1), RFC 1388 (v.2), RFC 1723 (v.2), RFC 2453 (v.2), RFC 2080 (v.ng)                              |
| Secure Shell-2                                          | RFC 4251 |
| Session Announcement Protocol                           | RFC 2974 |
| Session Description Protocol                            | RFC 2327 |
| Session Initiation Protocol                             | RFC 3261 |
| Simple Authentication and Security Layer                | RFC 2222 |
| Simple Mail Transfer Protocol                           | RFC 821, RFC 822, RFC 2505, RFC 2821, RFC 2822                                                               |
| Simple Network Management Protocol                      | RFC 1067, RFC 1098, RFC 1157 (v.1), RFC 1441 (v.2), RFC 2570 (v.3)                                           |
| Stream Control Transmission Protocol                    | RFC 2960, RFC 3286                                                                                           |
| TELNET                                                  | RFC 854, RFC 855                                                                                             |
| Transmission Control Protocol                           | RFC 793 |
| Transport Layer Security 1.0                            | RFC 2246 |
| Trivial File Transfer Protocol                          | RFC 783, RFC 1350                                                                                            |
| Uniform Resource Identifier                             | RFC 3986 |
| User Datagram Protocol                                  | RFC 768 |
| UTF-8                                                   | RFC 3629 |

## Humorystyczne RFC
22 czerwca 1973 roku ukazał się pierwszy humorystyczny dokument RFC zatytułowany „ARPAWOCKY” (RFC 527). W późniejszych latach wydano ich jeszcze kilka, natomiast od 1989 roku publikowane są one regularnie w prima aprilis. Praktycznie wszystkie nie mają żadnego zastosowania; zostały napisane dla rozrywki. Oto tytuły niektórych z takich dokumentów:
- TELNET – opcja gubienia danych (RFC 748, 1 kwietnia 1978)[6]
- Transmisja datagramów IP przez gołębie pocztowe (RFC 1149, 1 kwietnia 1990)[7]
- Hyper Text Coffee Pot Control Protocol (HTCPCP/1.0) (RFC 2324, 1 kwietnia 1998)[8]
- Transmisja pakietów IP poprzez gołębie pocztowe z QoS (RFC 2549, 1 kwietnia 1999)[9]
- Protokół Generowania Liczby PI (RFC 3091, 1 kwietnia 2001)[10]
- Etymologia słowa „foo” (RFC 3092, 1 kwietnia 2001)[11]
- Electricity over IP (RFC 3251, 1 kwietnia 2002)[12]

## Format
Wszystkie dokumenty RFC są dostępne w podstawowej formie jako tekst ASCII, z wyjątkiem RFC 1119 opublikowanego w formacie Postscript. Dokumenty RFC można także spotkać w innych formatach.